# Rafael Luis Calvo
Rafael Luis Calvo Muñoz (Madrid, 30 dicembre 1911 – Barcellona, 9 dicembre 1988) è stato un attore e doppiatore spagnolo.

## Biografia
Figlio dell'attore Rafael Calvo Ruiz de Morales e fratello maggiore dell'attore Eduardo Calvo, entrambi seguono le orme del padre e iniziarono a lavorare nel cinema negli anni '40, unendo piccoli ruoli sullo schermo al doppiaggio di film stranieri; Rafael Luis a Barcellona ed Eduardo a Madrid. Rafael Luis, dotato di una voce da galante, diventa il doppiatore fisso di attori statunitensi come Stewart Granger, Clark Gable (tra gli altri in Via col vento), John Wayne, Gary Cooper, Gregory Peck e Curd Jürgens, doppiandosi anche nei film in coproduzione in cui ha recitato.
Il 28 settembre 1964, mentre viaggiava con la sua auto sull'autostrada Madrid-Barcellona, subì un grave incidente quando il suo veicolo si scontrò con un autobus che proveniva dalla direzione opposta alla curva di ingresso a Calatayud. Dopo aver subito diversi infortuni uniti a una prognosi severa, dovette abbandonare la carriera di attore cinematografico e dalla fine del 1964 decise di dedicarsi solo ed esclusivamente al doppiaggio, mezzo nel quale aveva già acquisito una grande notorietà. Uno dei suoi ultimi lavori è stato il doppiaggio del personaggio di Maestro Jonc nella serie televisiva animata Los aurones (1987-88). Poco prima era stato insignito del Premio onorifico alla carriera alla consegna degli Atriles de oro per La gran noche del doblaje.

## Filmografia
- Arribada forzosa, regia di Carlos Arévalo (1944)
- Una mujer en un taxi, regia di José Fogués (1944)
- Audiencia pública, regia di Florián Rey (1946)
- Regina santa (Reina santa), regia di Henrique Campos, Aníbal Contreiras e Rafael Gil (1947)
- Quando gli angeli dormono (Cuando los angeles duermen), regia di Ricardo Gascon (1947)
- El ángel gris, regia di Ignacio F. Iquino (1947)
- El tambor del Bruch, regia di Ignacio F. Iquino (1948)
- La muralla feliz, regia di Enrique Herreros (1948)
- Campo Bravo, regia di Pedro Lazaga (1948)
- Doce horas de vida, regia di Francisco Rovira Beleta (1949)
- Anna Bolena (Catalina de Inglaterra), regia di Arturo Ruiz Castillo (1951)
- El sistema Pelegrín, regia di Ignacio F. Iquino (1952)
- María Morena, regia di José María Forqué e Pedro Lazaga (1952)
- Em-Nar, la ciudad de fuego, regia di José González de Ubieta (1952)
- Amaya, regia di Luis Marquina (1952)
- Concierto mágico, regia di Rafael J. Salvia (1953)
- Juzgado permanente, regia di Joaquín Luis Romero Marchent (1954)
- Sucedió en mi aldea, regia di Antonio Santillán (1956)
- El fenómeno, regia di José María Elorrieta (1956)
- Miguitas y el carbonero, regia di Jorge Griñán (1956)
- Mensajeros de paz, regia di José María Elorrieta (1957)
- Aquellos tiempos del cuplé, regia di Mateo Cano e José Luis Merino (1958)
- Gli zitelloni, regia di Giorgio Bianchi (1958)
- La carovana delle schiave (Die Sklavenkarawane), regia di Georg Marischka e Ramón Torrado (1958)
- Patio andaluz, regia di Jorge Griñán (1958)
- I ladri, regia di Lucio Fulci (1959)
- Noi siamo due evasi, regia di Giorgio Simonelli (1959)
- Il leone di Babilonia (Der Löwe von Babylon), regia di Johannes Kai (1959)
- Un hecho violento, regia di José María Forqué (1959)
- Le legioni di Cleopatra, regia di Vittorio Cottafavi (1959)
- Ursus, regia di Carlo Campogalliani (1961)
- Il tesoro dei barbari (El secreto de los hombres azules), regia di Edmond Agabra (1961)
- Il re dei re (King of Kings), regia di Nicholas Ray (1961)
- Historia de un hombre, regia di Clemente Pamplona (1961)
- Rosa de Lima, regia di José María Elorrieta (1962)
- Marcia o crepa, regia di Frank Wisbar (1962)
- Due contro tutti, regia di Alberto De Martino e Antonio Momplet (1962)
- La pandilla de los once, regia di Pedro Lazaga (1963)
- La caduta dell'Impero romano (The Fall of the Roman Empire), regia di Anthony Mann (1964)
- Scappamento aperto (Échappement libre), regia di Jean Becker (1964)
- El camino, regia di Ana Mariscal (1964)
- El señor de La Salle, regia di Luis César Amadori (1964)
- Amori di una calda estate (Les Pianos mécaniques), regia di Juan Antonio Bardem (1965)
- Django... cacciatore di taglie (Dos mil dólares por Coyote), regia di León Klimovsky (1966)
- Un hombre solo, regia di Harald Philipp (1969)

## Doppiatori italiani
- Peppino De Martino ne I ladri
- Giorgio Capecchi in Noi siamo due evasi